# История одного преступления (фильм, 1901)
«История одного преступления» (фр. Histoire d’un crime, 1901) — французский немой короткометражный художественный фильм Фернана Зекка.

## Сюжет
Камера смертника. Заключённый, лёжа на соломенной подстилке, прокручивает в воображении свою жизнь и злоключения, которые привели его туда, где он находится: юношеский авантюризм, дурные связи, роковое пристрастие к алкоголю, убийство банковского служащего… В последней «картине» он видит себя, поднимающегося на эшафот, — и просыпается. В этот момент в камеру входит палач с судьями. Виновный будет казнён.
Фильм состоит из следующей последовательности картин: убийство банкира; арест в кафе; в морге, около жертвы; мечты о прошлом в тюрьме; приход палача и туалет осуждённого; перед гильотиной и падение топора.

## В ролях
- Жан Лизе
- Фернан Зекка
- Бреттью

## Художественные особенности
«Эта последняя картина, — добавляет английский каталог, — весьма сенсационна, но не нужно включать её в программу, если на представлении присутствуют дети».

## Дополнительные факты
Фильм навеян экспонатами музея восковых фигур Гревен.